# Col baleàrica
|  | Per a altres significats, vegeu «Col borda». |

La col baleàrica o col borda (Brassica balearica) és una espècie de planta del gènere Brassica, endèmica de Mallorca (illes Balears). Concretament viu entre les escletxes de les roques de la Serra de Tramuntana, generalment a llocs ombrívols i preferint els sòls calcaris, entre els (100)300-1.400 m. d'altitud.
És una planta que mesura de 2 a 5 dm d'alçada i que fa estolons llenyosos que mesuren 2 m, amb fulles lluents, carnoses, disposades en roseta i amb els marges ondulats. Floreix de febrer a juny, amb flors compostes per sèpals de 6 a 8 mm i pètals de 10 a 14 mm. El seu fruit és una síliqua torulosa, és a dir, que té una forma que recorda un enfilall de granets, la qual mesura de 20 a 60 mm de longitud per 2 a 3 mm d'amplada.